# Banco di Isabella II
Il Banco di Isabella II, predecessore della attuale Banca di Spagna, fu una istituzione bancaria del Regno di Spagna, fondata nel 1844 durante il regno di Isabella II.

## Istituzione
Il Banco venne istituito con decreto reale del 25 gennaio 1844, qual prima banca privata che avrebbe dovuto competere senza privilegi con il preesistente Banco di San Fernando, per un terzo a capitale dello stato.
Il Banco ebbe un capitale iniziale in azioni per 100 milioni di reali, sul quale basava le proprie capacità creditizie.

## Attività
Esso destinò la maggior parte dei suoi mezzi al finanziamento di iniziative private, nel contesto della prima industrializzazione spagnola.
Concesse, infatti, generosi prestiti a imprese industriali e minerarie(della quale la Spagna era particolarmente ricca), senza dimenticare la famiglia reale, come la regina madre Maria Cristina, ultima moglie di Ferdinando VII e madre della regina Isabella ed al suo nuovo marito, entrambe molto impegnati nelle nuove costruzioni ferroviarie.
Favorì anche i governi moderati di Ramón María Narváez.

## Crisi
Acquistò azioni di altri istituti finanziari in Francia e Gran Bretagna ed intervenne nel capitale di molte azioni proprie debitrici.  Ciò che determinò una rilevante concentrazione di rischi creditori in poche operazioni.  E determinò la sua rapida fine.

## Attività
Esso venne salvato dal ministro delle finanze Ramón de Santillán, che lo fuse con il concorrente Banco di San Fernando.  Quest'ultimo era in condizioni assai più stabili, avendo concentrato l'attività sulle operazioni finanziarie dello stato.  La nuova istituzione venne ribattezzata Banca di Spagna, il 25 febbraio 1847.
| Controllo di autorità | BNE (ES) XX165506 (data) |